# 汪琬
汪琬（1624年—1691年），字苕文，號鈍翁，号尧峰、玉遮山樵，江南長洲縣（今江蘇省蘇州市）人，曾结庐居于太湖尧峯，學者稱堯峯先生。明末清初散文家、政治人物。清順治十二年進士。康熙时举博学鸿词科，授翰林编修。與侯方域、魏禧合稱「清初三大家」。

## 生平
天啟四年（1624年）生於官宦之家，曾參與復社事。順治十二年（1655年）中式乙未科會試，殿試位列第二甲第四十六名進士出身。
歷任戶部主事、刑部郎中。康熙十八年（1679年），召試博學鴻詞科，授翰林院編修，預修《明史》，在館六十餘日。乞病歸。晚年結廬於太湖之堯峰山，閉戶撰述，不問世事。康熙二十九年（1691年）卒。

## 著作
與侯方域、魏禧合稱明末清初散文“三大家”，“然禧才縱橫，未歸於純粹，方域體兼華藻，惟琬學術最深，軌轍復正。”其散文疏暢條達，論文要求明於辭義，合乎經旨，所谓“扬之欲其高，敛之欲其深”，論者以為其文風深受歐陽修的影響，而近於南宋諸家。計東認為“若其文章，溯宋而唐。明理卓絕，似李習之；簡潔有氣，似柳子厚”。康熙曾稱讚他：“嘗與近臣論本朝文學砥行之儒，首稱數先生。”
代表作有《陈处士墓表》、《尧峰山庄记》、《绮里诗选序》、《江天一传》、《书沈通明事》等。著有《钝翁类稿》，晚年自订为《尧峰文钞》。

## 軼事
汪琬在翰林院時，某次翰林同僚閒聊誇耀自己家鄉的土產，有談及廣東的象牙及犀角、陝西的毛皮及氈裘、山東的蠶絲及海產、湖廣的米糧及木材，詳細舉例，閒談歡笑，只有汪琬默默不言。於是眾人揶揄：「蘇州自稱是有名的地方，你是蘇州人，難道不知蘇州的土產嗎？」汪琬回答：「蘇州土產非常少，只有兩樣東西。」眾人追問：「哪兩樣？」汪琬回答：「一種是梨園子弟。」眾人都拍手說沒錯，汪琬卻不繼續往下說。眾人堅持要問另一樣是甚麼，汪琬才緩緩地說：「是狀元。」眾人說不出話來，就散去了。乾隆中，龔煒再次提及並同意蘇州土產為狀元的說法。